# ExquiCity

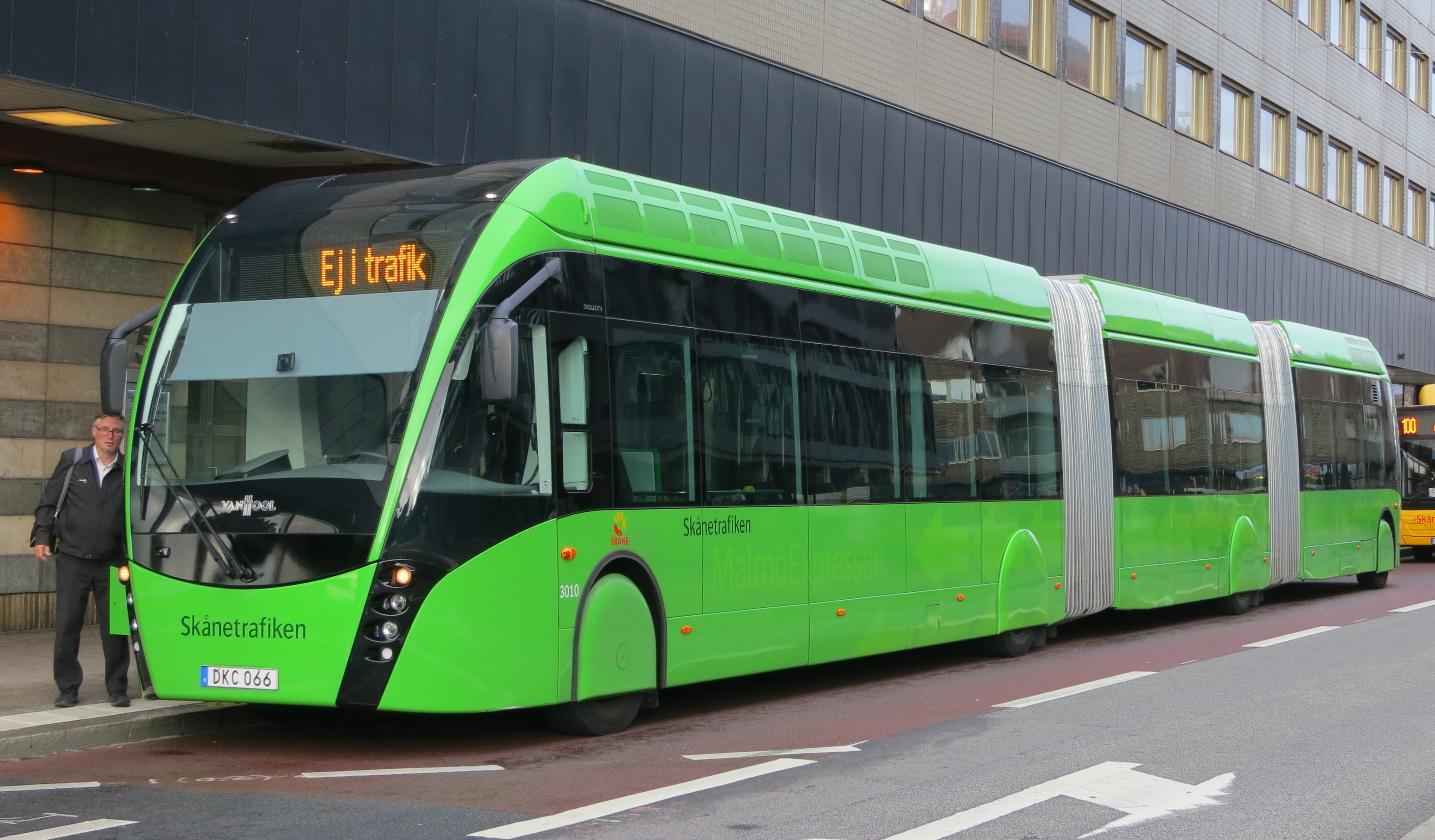
Un ExquiCity 24 in Mälmo

ExquiCity è una piattaforma di propulsione di Van Hool, immessa sul mercato nell'aprile 2011 e destinata specificamente al mercato del Bus Rapid Transit (BRT).
Il design dell'autobus richiama le linee stilistiche di un tram.

## Versioni prodotte
Le versioni prodotte sono due in altrettante combinazioni di propulsione.
- ExquiCity 18 Hyb. Trazione Ibrida Elettrico+Diesel
- ExquiCity 24 Hyb. Trazione Ibrida Elettrico+Diesel
- ExquiCity 18 T. Versione filobus articolato
- ExquiCity 24 T. Versione filobus articolato

## Caratteristiche tecniche
Qui sotto vengono elencate le caratteristiche di base delle versioni 18 e 24 metri del ExquiCity.

### ExquiCity 24
- Lunghezza: 23,82 metri
- Larghezza: 2,55 metri
- Altezza: 3,30 metri
- Altezza interna: 2,28 metri
- N° Porte: 4

### ExquiCity 18
- Lunghezza: 18,61 metri
- Larghezza: 2,55 metri
- Altezza: 3,30 metri
- Altezza interna: 2,28 metri
- N° Porte: 4

## Diffusione
| Rete        | Tipo         | Serie           | Numero | Anno di consegna | Note |
| ----------- | ------------ | --------------- | ------ | ---------------- | ---- |
| Parma       | Filobus 18 m | 5101-5110       | 10     | 2012-2014        |      |
| Metz        | Ibrido 24 m  | 1301-1327       | 27     | 2013             |      |
| Barcellona  | Ibrido 24 m  | 3901-3903       | 3      | 2013             |      |
| Lussemburgo | Ibrido 24 m  | SL 3409-SL 3413 | 5      | 2013-2014        |      |
| Ginevra     | Filobus 18 m | 1601-1633       | 33     | 2013             |      |
| Martinica   | Ibrido 24 m  | -               | 14     | 2014-2015        |      |
| Belfast     | Ibrido 18 m  | -               | 34     | 2018, 2021       |      |
| Malmö       | Ibrido 24 m  | -               | 15     | 2014             |      |
| Bergen      | Ibrido 24 m  | -               | 2      | 2014             |      |
| Rimini      | Filobus 18m  | 36511-36519     | 9      | 2020             |      |
| Linz        | Filobus 24 m | 221-240         | 20     | 2017-2018        |      |
| Pescara     | Filobus 18 m | -               | 6      | 2022-2023        |      |